# Джерико
„Джерико“ (Jericho) е квартал в гр. Оксфорд, Англия.
Името му идва от палестинския град Йерихон. Намира се северно от центъра на града. На запад от квартала е разположен Оксфордският канал, на юг - центърът на града, на изток - ул. „Уудстоук“, а на север се намира кв. „Самъртаун“. Главната улица „Уолтън“ е в направление север-юг. На нея се намира печатницата на Оксфордското университетско издателство. В Джерико се намира и църквата „Свети Барнабас“.

## История
Името на днешния квартал е записано за първи път около 1650 г., когато е построена механата „Джерико“. Кварталът е обновен между 1870 и 1940, когато повечето от преди намиращите се там индустриални сгради са съборени.

## Политика

### Избори за окръжен съвет от 5 май 2005 г.
На изборите за окръжен съвет в сектор „Южен централен Оксфорд“ (включващ избирателните райони „Север“, „Джерико и Осни“ и „Карфакс“) са избрани Алън Едмънд Армитидж от Либералнодемократическата партия с 2867 гласа и Сушила Деви Дал от Зелената партия с 2474 гласа.
Разпределение на гласовете по партии:
| Дата          | Либералнодемократическа партия | Зелена партия | Лейбъристка партия | Консервативна партия |
| ------------- | ------------------------------ | ------------- | ------------------ | -------------------- |
| 5 май 2005 г. | 34,97%                         | 28,82%        | 18,70%             | 17,51%               |

### Избори за окръжен съвет от 10 юни 2004 г.
От избирателния район „Джерико и Осни“ най-много гласове получава Майкъл Пийтър Колинс от Либералнодемократическата партия, който изпреварва със 125 гласа Колин Круук от Лейбъристката партия. Избирателната активност е 46,1%.
| Дата        | Либералнодемократическа партия | Лейбъристка партия | Зелена партия | Консервативна партия |
| ----------- | ------------------------------ | ------------------ | ------------- | -------------------- |
| 10 юни 2004 | 39,1%                          | 33,3%              | 15,3%         | 12,3%                |

## Кръчми
- „Джуд дъ обскюър“ („Jude the Obscure“) на ул. „Уолтън“.
- „Раулс“ („Raouls“) на ул. „Уолтън“.
- „Дъ Глоуб“ („The Globe“) на ул. „Кренъм“.
- „Дъ Радклиф Армс“ („The Radcliffe Arms“) на ул. „Кренъм“.
- „Дъ Виктория“ („The Victoria“) на ул. „Уолтън“.
- „Фройд“ („Freud“) на ул. „Уолтън“.